# کوواگ
کوواگ (به لاتین: Kuvag) یک منطقهٔ مسکونی در روسیه است که در داغستان واقع شده‌است.